# Boromir

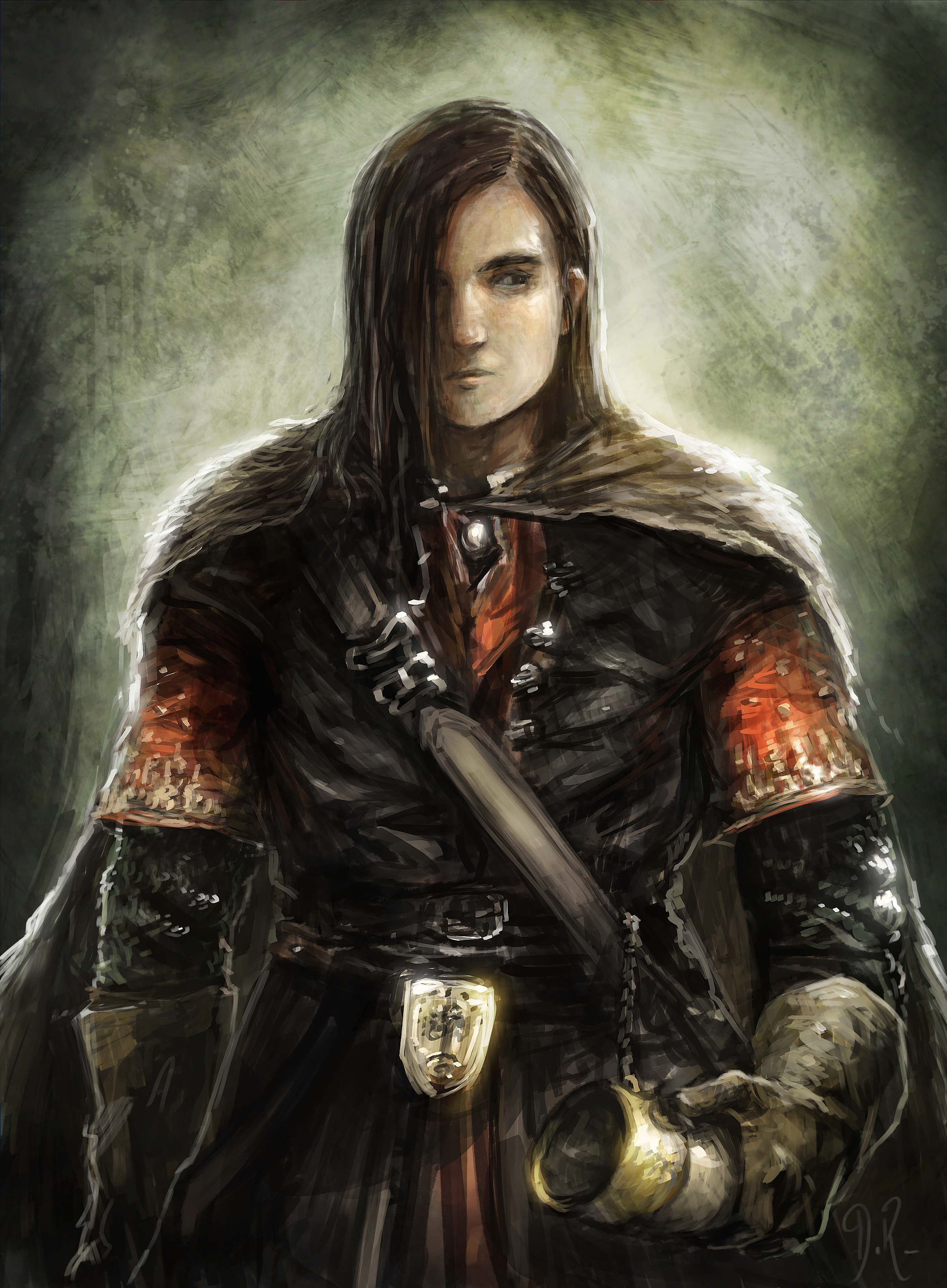
Boromir

Boromir är en person i J.R.R. Tolkiens trilogi om Härskarringen. Han förekommer i trilogins första del, Sagan om Ringen/Ringens Brödraskap. Född år 2978 i Tredje Åldern, dödad i strid år 3019. Boromir är äldre bror till Faramir. 
Boromir är Gondors härskare Denethor II:s äldsta och högt älskade son. Hans moder dog när Boromir var mycket ung. Hon lämnade efter sig sina två söner för fadern att uppfostra. Denethor favoriserade då Boromir över Faramir och ägnade denne det mesta av sin uppmärksamhet, kanske var det för att han kände igen sig själv i Boromir som växte upp till en stolt ung man med sitt folks bästa för ögonen. Han är kapten över Ecthelions vita torn som ligger högst uppe i Minas Tirith i den sjunde och sista kretsen av staden.

## Roll iSagan om ringen
Boromir framträdde först i Sagan om ringen där han medverkade i Elronds rådslag och förespråkade att ringen skulle föras till Minas Tirith, för att där förvaras och, eventuellt, användas mot Sauron. Rådslaget enades dock om att ringen skulle föras till Domedagsberget och förstöras. Boromir åtog sig då att bli en av de nio som skulle färdas tillsammans för att utföra detta, men försökte övertyga både Aragorn och Frodo om att det skulle vara bättre att ta ringen till Minas Tirith istället för att ge sig ut på en "självmordsresa"  som troligen skulle sluta med att Sauron skulle återfå ringen. Hans mål var hela tiden att återvända till Minas Tirith (helst med ringen) och varsko sitt folk om vad han visste och hjälpa dem att rusta för det kommande kriget. Dit hann han dock aldrig igen, utan stupade vid Amon Hen då han skyddade Merry och Pippin från Sarumans uruk-hai efter att tidigare förförts av ringen och med våld försökt ta den från Frodo.

## Filmer och uppsättningar
I Ralph Bakshis tecknade filmatisering av Sagan om ringen spelas Boromir av Michael Graham Cox. Till skillnad från Tolkiens beskrivningar bär Boromir i denna filmatisering en mer barbarisk klädnad.
I Svenska radioteaterns uppsättning spelas han av Johan Rabaeus.
I Peter Jacksons filmatisering av Sagan om ringen spelas Boromir av Sean Bean. Till skillnad från Tolkiens böcker dör han mot slutet av Härskarringen istället för i början av Sagan om de två tornen och såras dödligt av Lurtz, ledaren av Uruk-hai.